# Rîbnița
Rîbnița ([ˈrɨbnit͡sa]; moldaviska: Рыбница; ryska: Ры́бница, Rybnitsa; ukrainska: Ри́бниця, Rybnytsja) är en stad i den autonoma regionen Transnistrien i Moldavien. Staden hade 47 949 invånare (2014). Den ligger på Dnestrs östra flodbank och är huvudort i distriktet Rîbnița.

## Historik
| Historisk befolkningsutveckling |       |        |        |        |        |
| År                              | 1926  | 1975   | 1989   | 2004   | 2014   |
| Befolkning                      | 9 400 | 39 900 | 61 352 | 53 648 | 47 949 |

Staden grundades troligen 1628. Den nämns för första gången i dokument från 1657, då den var en del av Podolien inom Polen-Litauen. Under Polens andra delning år 1793 blev staden del av Tsarryssland. Från 1797 var den del av volostet Molokisj i ujezdet Balt inom guvernementet Podolsk. På slutet av 1800-talet förbands den med järnväg. År 1898 grundas en sockerfabrik.
Efter ryska revolutionen 1917 blev den del av Sovjetunionen. År 1924 fick orten status som bosättning med stadskaraktär inom Moldaviska SSR. Enligt folkräkningen 1926 hade den 9 400 invånare, varav 38 procent var judar, 33,8 procent ukrainare och 16 procent moldavier. Orten fick stadsrättigheter 1938. Under andra världskriget upprättades tyska koncentrationsläger i området och omkring 500 av stadens judar avrättades.
Efter kriget industrialiserades staden och invånarantalet steg snabbt. Mot slutet av sovjettiden nådde staden sin demografiska höjdpunkt, men efter Sovjetunionens upplösning sjönk invånarantalet, främst till följd av emigration.

## Ekonomi
I staden finns stålverket Moldavia Steel Works, som byggdes 1985 och som är det största företaget i Transnistrien. Det står för 40–50 procent av Transnistriens BNP. Det finns även en sockerfabrik, ett bryggeri och en cementfabrik. Staden ligger längs med en järnvägslinje och har en hamn i Dnestr.